# Ligonipes similis
Ligonipes similis là một loài nhện trong họ Salticidae.
Loài này thuộc chi Ligonipes. Ligonipes similis được Hasselt miêu tả năm 1882.